# 氷川神社 (鴻巣市下谷)
氷川神社（ひかわじんじゃ）は、埼玉県鴻巣市の神社。

## 歴史
創建年代は不明である。ただ神社明細帳によれば、1710年（宝永7年）に再建されていることから、その頃までには既に存在していたものと推測される。
1873年（明治6年）、近代社格制度に基づく「村社」に列せられ、1907年（明治40年）の神社合祀により周辺の6社が合祀された。1966年（昭和41年）に台風で参道の並木が倒れてしまい、当社の鎮守の森の景観に悪影響を与えたが、植樹により現在は旧に復している。

## 交通アクセス
- 路線バス上谷公園入口停留所より徒歩16分。